# Nour Ichrak Takrouni
Nour Ichrak Takrouni (arabe : نور إشراق التكروني) est une kayakiste tunisienne.

## Carrière
Nour Ichrak Takrouni est médaillée de bronze en K2 500 mètres aux championnats d'Afrique de course en ligne 2009 à Abidjan avec Afef Ben Ismaïl.
Aux championnats d'Afrique de course en ligne 2013 à Tunis, elle obtient une médaille d'argent en C1 500 mètres.
Elle devient par la suite directrice technique nationale de canoë-kayak de 2018 à 2021.